# Temporada 2016-2017 del Club Joventut Badalona
La temporada 2016-2017 va ser la 78a temporada en actiu del Club Joventut Badalona des que va començar a competir de manera oficial. La Penya va disputar la seva 61a temporada a la màxima categoria del bàsquet espanyol. Va acabar la competició en la 14a posició, una posició per sota respecte a la classificació de la temporada anterior. Va ser la primera en que participà amb la denomicació Divina Seguros Joventut.

## Resultats
Lliga Endesa
A la Lliga Endesa finalitza la fase regular en la catorzena posició de 17 equips participants, lluny de les places que donaven accés a disputar els play-offs. En 32 partits disputats de la fase regular va obtenir un bagatge d'11 victòries i 21 derrotes, amb 2.434 punts a favor i 2.538 en contra (-104).
Lliga Catalana
A la Lliga Catalana, disputada a Andorra la Vella, cau en semifinals en perdre amb el FC Barcelona 78 a 52.

## Fets destacats
2017
- 25 d'abril: Juanan Morales va ser nomenat president del club en una junta general d'accionistes.[4]

## Plantilla
La plantilla del Joventut aquesta temporada va ser la següent:
| Club Joventut Badalona: plantilla 2016-17 |                     |            |      |
| #                                         | Jugador             | Pos.       | A.   |
| 00                                        | Nenad Dimitrijevic  | Base       | 1.86 |
| 1                                         | Terry Smith         | Base       | 1.85 |
| 3                                         | Albert Sàbat        | Base       | 1.80 |
| 6                                         | Alberto Abalde      | Aler       | 2.02 |
| 9                                         | Sergi Vidal         | Escorta    | 1.99 |
| 11                                        | Luka Bogdanovic     | Aler pivot | 2.04 |
| 13                                        | Josep Ignasi Nogués | Aler       | 2.04 |
| 14                                        | Albert Ventura      | Escorta    | 1.91 |
| 21                                        | Tomasz Gielo        | Aler pivot | 2.05 |
| 24                                        | Luka Lapornik       | Escorta    | 1.95 |
| 41                                        | Garrett Stutz       | Pivot      | 2.14 |
| 44                                        | Jerome Jordan       | Pivot      | 2.15 |

| Club Joventut Badalona: staff 2016-17 |                      |
| Nom                                   | Funció               |
| Diego Ocampo                          | Entrenador           |
| Lluís Riera                           | Entrenador assistent |
| Pau del Tio                           | Entrenador assistent |

| Jugadors del planter amb minuts al 1r equip |                        |            |      |              |
| #                                           | Jugador                | Pos.       | A.   | Participació |
| 13                                          | Xabier López-Arostegui | Aler       | 2.00 | 1 partit     |
| 19                                          | Terrence Bieshaar      | Aler pivot | 2.08 | 4 partits    |

### Baixes
| Baixes a l'inici de temporada |            |
| Jugador                       | Pos.       |
| Demond Mallet                 | Base       |
| Nacho Llovet                  | Aler pivot |
| Goran Suton                   | Aler pivot |
| Ousmane Drame                 | Pivot      |
| Brandon Paul                  | Escorta    |
| Milovan Rakovic               | Pivot      |

| Baixes durant la temporada |       |
| Jugador                    | Pos.  |
| Albert Miralles            | Pivot |
| Sarunas Vasiliauskas       | Base  |